# Sixième circonscription de Saône-et-Loire
La sixième circonscription de Saône-et-Loire était l'une des 6 circonscriptions législatives françaises que comptait le département de Saône-et-Loire de 1986 à 2012.

## Description géographique et démographique
La sixième circonscription de Saône-et-Loire est délimitée par le découpage électoral de la loi n°86-1197 du 24 novembre 1986, elle regroupe les divisions administratives suivantes :
- canton de Beaurepaire-en-Bresse
- Canton de Chalon-sur-Saône-Sud
- canton de Cuiseaux
- canton de Cuisery
- canton de Louhans
- canton de Montpont-en-Bresse
- canton de Montret
- canton de Pierre-de-Bresse
- canton de Saint-Germain-du-Bois
- canton de Saint-Germain-du-Plain
- canton de Saint-Martin-en-Bresse
- canton de Tournus
- canton de Verdun-sur-le-Doubs

Elle a disparu au moment des élections législatives de 2012, le département n'étant plus alors représenté que par cinq députés. Toutefois, dans les faits, cette circonscription perdure avec la quatrième circonscription de Saône-et-Loire en ayant une aire géographique quasi identique.
D'après le recensement général de la population en 1999, réalisé par l'Institut national de la statistique et des études économiques (INSEE), la population totale de cette circonscription était estimée à 104 547 habitants,.

## Historique des députations
| Législature | Début de mandat | Fin de mandat  | Député             | Parti politique | Observations                                                                             |
| ----------- | --------------- | -------------- | ------------------ | --------------- | ---------------------------------------------------------------------------------------- |
| IXe         | 23 juin 1988    | 1er avril 1993 | René Beaumont,     | UDF-PR,         |                                                                                          |
| Xe          | 2 avril 1993    | 21 avril 1997  | René Beaumont',    | UDF-PR,         | Mandat écourté à la suite d'une dissolution parlementaire décidée par Jacques Chirac.    |
| XIe         | 12 juin 1997    | 18 juin 2002   | Arnaud Montebourg, | PS,             |                                                                                          |
| XIIe        | 19 juin 2002    | 19 juin 2007   | Arnaud Montebourg, | PS,             |                                                                                          |
| XIIIe       | 20 juin 2007    | 16 juin 2012   | Arnaud Montebourg, | PS,             | Son suppléant lui succède brièvement après sa nomination dans le gouvernement Ayrault I. |
| XIIIe       | 16 juin 2012    | 19 juin 2012   | Rémi Chaintron,    | PS,             | Son suppléant lui succède brièvement après sa nomination dans le gouvernement Ayrault I. |

## Historique des élections
Voici la liste des résultats des élections législatives dans la circonscription depuis le découpage électoral de 1986 : 

### Élections de 1988
| Candidat       | Candidat                    | Parti          | Premier tour | Premier tour | Second tour | Second tour |  |
| Candidat       | Candidat                    | Parti          | Voix         | %            | Voix        | %           |  |
| -------------- | --------------------------- | -------------- | ------------ | ------------ | ----------- | ----------- |  |
|                | René Beaumont sortant réélu | UDF (PR) (URC) | 23 471       | 47,68        | 28 860      | 52,32       |  |
|                | Maurice Mathus              | PS             | 17 874       | 36,31        | 26 297      | 47,67       |  |
|                | Marcel Bossu                | PCF            | 4 842        | 9,83         |             |             |  |
|                | Jean Coupat                 | FN             | 3 033        | 6,16         |             |             |  |
|                |                             |                |              |              |             |             |  |
| Inscrits       | Inscrits                    | Inscrits       | 79 370       | 100,00       | 79 336      | 100,00      |  |
| Abstentions    | Abstentions                 | Abstentions    | 29 096       | 36,66        | 22 929      | 28,9        |  |
| Votants        | Votants                     | Votants        | 50 274       | 63,34        | 56 407      | 71,1        |  |
| Blancs et nuls | Blancs et nuls              | Blancs et nuls | 1 054        | 2,1          | 1 250       | 2,22        |  |
| Exprimés       | Exprimés                    | Exprimés       | 49 220       | 97,9         | 55 157      | 97,78       |  |

Le suppléant de René Beaumont était Georges Guillermin, RPR, technicien télécommunications à Saint-Rémy.

### Élections de 1993
|                | René Beaumont sortant réélu | UDF (PR)       | 26 820 | 54,54  |  |  |  |
|                | Alain Muller                | PS (ADFP)      | 8 566  | 17,42  |  |  |  |
|                | Jacques Evrard              | FN             | 5 000  | 10,16  |  |  |  |
|                | Michel Coulon               | PCF            | 4 131  | 8,40   |  |  |  |
|                | Hervé Bosio                 | Les Verts (EÉ) | 3 081  | 6,26   |  |  |  |
|                | Colette Bismuth             | LT-LNÉ         | 1 573  | 3,19   |  |  |  |
|                |                             |                |        |        |  |  |  |
| Inscrits       | Inscrits                    | Inscrits       | 78 824 | 100,00 |  |  |  |
| Abstentions    | Abstentions                 | Abstentions    | 25 750 | 32,67  |  |  |  |
| Votants        | Votants                     | Votants        | 53 074 | 67,33  |  |  |  |
| Blancs et nuls | Blancs et nuls              | Blancs et nuls | 3 903  | 7,35   |  |  |  |
| Exprimés       | Exprimés                    | Exprimés       | 49 171 | 92,65  |  |  |  |

Le suppléant de René Beaumont était Georges Guillermin.

### Élections de 1997
| Candidat       | Candidat              | Parti          | Premier tour | Premier tour | Second tour | Second tour |  |
| Candidat       | Candidat              | Parti          | Voix         | %            | Voix        | %           |  |
| -------------- | --------------------- | -------------- | ------------ | ------------ | ----------- | ----------- |  |
|                | Arnaud Montebourg élu | PS             | 17 348       | 34,82        | 28 373      | 53,67       |  |
|                | René Beaumont sortant | UDF (PR)       | 16 119       | 32,36        | 24 495      | 46,33       |  |
|                | Jacques Evrard        | FN             | 6 721        | 13,49        |             |             |  |
|                | Jean-Paul Jacques     | PCF            | 4 030        | 8,09         |             |             |  |
|                | Jacques Lascoumes     | LDI (MPF)      | 2 235        | 4,49         |             |             |  |
|                | Thierry Grosjean      | Les Verts      | 1 943        | 3,90         |             |             |  |
|                | Roland Muraz          | GÉ             | 1 423        | 2,86         |             |             |  |
|                |                       |                |              |              |             |             |  |
| Inscrits       | Inscrits              | Inscrits       | 77 712       | 100,00       | 77 699      | 100,00      |  |
| Abstentions    | Abstentions           | Abstentions    | 23 628       | 30,4         | 20 316      | 26,15       |  |
| Votants        | Votants               | Votants        | 54 084       | 69,6         | 57 383      | 73,85       |  |
| Blancs et nuls | Blancs et nuls        | Blancs et nuls | 4 265        | 7,89         | 4 515       | 7,87        |  |
| Exprimés       | Exprimés              | Exprimés       | 49 819       | 92,11        | 52 868      | 92,13       |  |

Le suppléant d'Arnaud Montebourg était Jean-Luc Vernay, maire de Mervans, directeur d'école.

### Élections de 2002
| Candidat       | Candidat                        | Parti          | Premier tour | Premier tour | Second tour | Second tour |  |
| Candidat       | Candidat                        | Parti          | Voix         | %            | Voix        | %           |  |
| -------------- | ------------------------------- | -------------- | ------------ | ------------ | ----------- | ----------- |  |
|                | Arnaud Montebourg sortant réélu | PS             | 22 133       | 42,94        | 27 176      | 55,43       |  |
|                | Francis Szpiner                 | UMP            | 17 013       | 33,01        | 21 850      | 44,57       |  |
|                | Marie-Anne Dubreuil             | FN             | 5 170        | 10,03        |             |             |  |
|                | Alain Pradier                   | Divers droite  | 1 493        | 2,90         |             |             |  |
|                | Guy Talès                       | PCF            | 1 217        | 2,36         |             |             |  |
|                | Guy Obozil                      | CPNT           | 1 147        | 2,23         |             |             |  |
|                | Anne-Marie Le Cadre             | Divers droite  | 647          | 1,26         |             |             |  |
|                | Yves Hollinger                  | LCR            | 629          | 1,22         |             |             |  |
|                | Gilles Corot                    | LO             | 583          | 1,13         |             |             |  |
|                | Denis Juhé                      | Les Verts      | 563          | 1,09         |             |             |  |
|                | Danièle Barral                  | MNR            | 509          | 0,99         |             |             |  |
|                | Nourri Benlakehal               | LT-LNÉ         | 440          | 0,85         |             |             |  |
|                |                                 |                |              |              |             |             |  |
| Inscrits       | Inscrits                        | Inscrits       | 80 482       | 100,00       | 80 465      | 100,00      |  |
| Abstentions    | Abstentions                     | Abstentions    | 27 655       | 34,36        | 29 641      | 36,84       |  |
| Votants        | Votants                         | Votants        | 52 827       | 65,64        | 50 824      | 63,16       |  |
| Blancs et nuls | Blancs et nuls                  | Blancs et nuls | 1 283        | 2,43         | 1 798       | 3,54        |  |
| Exprimés       | Exprimés                        | Exprimés       | 51 544       | 97,57        | 49 026      | 96,46       |  |

Le suppléant d'Arnaud Montebourg était Jean-Luc Vernay, élu conseiller général du canton de Saint-Germain-du-Bois en 2004.

### Élections de 2007
| Candidat       | Candidat                        | Parti          | Premier tour | Premier tour | Second tour | Second tour |  |
| Candidat       | Candidat                        | Parti          | Voix         | %            | Voix        | %           |  |
| -------------- | ------------------------------- | -------------- | ------------ | ------------ | ----------- | ----------- |  |
|                | Arnaud Danjean                  | UMP            | 23 917       | 43,95        | 28 965      | 49,66       |  |
|                | Arnaud Montebourg sortant réélu | PS             | 22 512       | 41,37        | 29 361      | 50,34       |  |
|                | Éric Michoux                    | UDF–MoDem      | 2 495        | 4,58         |             |             |  |
|                | Monique Faure-Lafont            | FN             | 1 586        | 2,91         |             |             |  |
|                | Guy Coulon                      | PCF            | 1 046        | 1,92         |             |             |  |
|                | Fabien Dubois                   | LCR            | 676          | 1,24         |             |             |  |
|                | Annick Minnaert                 | Les Verts      | 665          | 1,22         |             |             |  |
|                | Christine de Hennezel           | MPF            | 548          | 1,01         |             |             |  |
|                | Claude Menancy                  | LT-LNÉ         | 437          | 0,80         |             |             |  |
|                | Stéphane Pournin                | LO             | 288          | 0,53         |             |             |  |
|                | Nicole Beurier                  | MNR            | 248          | 0,46         |             |             |  |
|                |                                 |                |              |              |             |             |  |
| Inscrits       | Inscrits                        | Inscrits       | 85 152       | 100,00       | 85 141      | 100,00      |  |
| Abstentions    | Abstentions                     | Abstentions    | 29 835       | 35,04        | 25 627      | 30,1        |  |
| Votants        | Votants                         | Votants        | 55 317       | 64,96        | 59 514      | 69,9        |  |
| Blancs et nuls | Blancs et nuls                  | Blancs et nuls | 899          | 1,63         | 1 188       | 2           |  |
| Exprimés       | Exprimés                        | Exprimés       | 54 418       | 98,37        | 58 326      | 98          |  |

#### Département de Saône-et-Loire
- La fiche de l'INSEE de cette circonscription : « Tableaux et Analyses de la sixième circonscription de Saône-et-Loire », sur insee.fr, site de l'Institut national de la statistique et des études économiques (consulté le 10 juin 2007) [PDF]

- « Tous les députés du département de Saône-et-Loire depuis 1789 », sur assemblee-nationale.fr, site de l'Assemblée nationale française (consulté le 10 juin 2007)

- « Informations contentieuses sur le département de Saône-et-Loire (Élections législatives de 2002) »(Archive.org • Wikiwix • Archive.is • Google • Que faire ?), sur conseil-constitutionnel.fr, site du Conseil constitutionnel (consulté le 13 juin 2007)

- « Résultats des élections de la XIIe législature dans le département de Saône-et-Loire », sur assemblee-nationale.fr, site de l'Assemblée nationale française (consulté le 13 juin 2007).

#### Circonscriptions en France
- « Carte des circonscriptions législatives en France », sur assemblee-nationale.fr, site de l'Assemblée nationale française (consulté le 20 juin 2007)

- « Résultats électoraux officiels en France »(Archive.org • Wikiwix • Archive.is • Google • Que faire ?), sur interieur.gouv.fr, site du ministère de l'Intérieur (France) (consulté le 13 juin 2007)

- Description et Atlas des circonscriptions électorales de France sur http://www.atlaspol.com, Atlaspol, site de cartographie géopolitique, consulté le 13 juin 2007.